# Louis-Bertrand Geiger
Louis-Bertrand Geiger OP (* 30. Juni 1906 in Straßburg; † 2. Januar 1983 in Freiburg im Üechtland) war ein französischer Dominikaner und Philosoph.

## Leben
Die Einkleidung für die Provinz Frankreich erfolgte am 22. September 1924 in Amiens. Die einfache Profess legte er am 23. September 1925 in Amiens ab und die feierliche Profess am 16. Mai 1930 im Le Saulchoir in Kain-lez-Tournai. Nach der Priesterweihe am 29. Juli 1931 im Le Saulchoir in Kain-lez-Tournai war er Professor für Philosophie im Le Saulchoir (1935–1961), an der Université de Montréal (1962–1965) und an der Université de Fribourg (1966–1976).

## Schriften (Auswahl)
- Le problème de l’amour chez saint Thomas d’Aquin. Paris 1952, OCLC 936584427.
- La Participation dans la philosophie de S. Thomas d’Aquin. Paris 1953, OCLC 807544196.
- Philosophie et spiritualité. Paris 1963, OCLC 409139740.
- Penser avec Thomas d’Aquin. Études thomistes. Paris 2000, ISBN 2-8271-0855-0.